# 올리버 (뮤지컬)
올리버(Oliver!)는 라이오넬 바트의 책, 음악, 가사로 구성된 뮤지컬이다. 이 뮤지컬은 찰스 디킨스(Charles Dickens)의 1838년 소설 올리버 트위스트(Oliver Twist)를 원작으로 한다.
1960년 런던 남서부의 윔블던 극장에서 초연된 후 웨스트엔드에서 개봉되어 기록적인 장기 흥행 기록을 세웠다. 올리버는 1963년 프로듀서 데이비드 메릭(David Merrick)에 의해 미국으로 건너온 후 브로드웨이에서 상연되었다. 런던의 주요 부흥 공연은 1977년부터 1980년, 1994년부터 1998년, 2008년부터 2011년까지 공연되었고 2011년부터 2013년까지 영국 순회 공연도 있었다. 또한 1968년 영화로 각색되었다. 캐롤 리드 감독이 연출한 는 최우수 작품상을 포함해 6개의 아카데미상을 수상했다.
올리버는 영국 학교에서 수천 번의 공연을 받았으며 가장 인기 있는 학교 뮤지컬 중 하나가 되었다. 1963년 라이오넬 바트는 토니상 최우수 오리지널 스코어상(Tony Award for Best Original Score)을 수상했다. "Food, Glorious Food", "Consider Yourself", "I'd Do Anything" 등 많은 노래가 대중에게 잘 알려져 있다.

## 같이 보기
- 어거스트 러쉬